# Ernst Erich Metzner
Ernst Erich Metzner, auch E. E. Metzner (* 23. Februar 1938 in Hillersdorf, Tschechoslowakei) ist ein deutscher germanistischer, skandinavistischer und historischer Mediävist. Er war Hochschullehrer an der Universität Frankfurt am Main.

## Leben und Wirken
Ernst Erich Metzner verbrachte seine frühe Kindheit in seinem Geburtsort, einem Gebirgsdorf, das in der Nähe von Troppau gelegen ist und damals zum ehemaligen Sudetenschlesien gehörte. Nach dem Zweiten Weltkrieg erfolgte aufgrund der Beneš-Dekrete die Vertreibung der deutschen Bevölkerung. Auch die Familie Metzner musste ihre Heimat verlassen; 1946 kam Ernst Erich Metzner zusammen mit seiner Mutter und seiner zwölf Jahre älteren Schwester nach Westdeutschland.
Nach seinem Schulabschluss studierte Metzner Germanistik, Geschichte, Politikwissenschaft und Skandinavistik an der Universität Frankfurt am Main. Er machte das Staatsexamen für das Lehramt an Gymnasien und arbeitete dann als Lektor in Aarhus in Dänemark. 1969 promovierte er in Frankfurt mit einer Arbeit über die früheste Geschichte der europäischen Balladendichtung.
Ab 1972 war er als Professor für Deutsche Philologie am Institut für Deutsche Sprache und Literatur II der Johann Wolfgang Goethe-Universität in Frankfurt am Main tätig. Zu seinen Arbeitsschwerpunkten gehörten unter anderem Mittelalterliche Literatur und Historische Sprachwissenschaft. Von 1999 bis 2001 war er geschäftsführender Direktor des Instituts für Skandinavistik. Mehrere Gastprofessuren führten Metzner nach Florenz, Lublin und Lyon. 2001 schied er aus dem aktiven Hochschulbetrieb aus, widmet sich seitdem aber weiterhin der Wissenschaft.
Als Sprachwissenschaftler und Historiker beschäftigte und beschäftigt Metzner sich unter anderem mit „älterer und neuerer Literatur, den deutsch-skandinavischen Literaturbeziehungen in Mittelalter und Neuzeit“ sowie mit „sprachhistorischen, namenkundlichen und geschichtlichen Themen vor allem aus dem Rhein-Main-Gebiet und dem ostdeutsch-slawischen Durchdringungsbereich“. Er stellte seine Forschung, auch beeinflusst durch seine persönliche Biografie, in einen europäischen Kontext und engagierte sich unter anderem für Kontakte nach Skandinavien, insbesondere nach Dänemark und Norwegen, für den Erhalt des skandinavistischen Instituts an der Frankfurter Universität Ende der 1990er-Jahre sowie für den deutsch-slawischen Kulturaustausch. Darüber hinaus war das Rhein-Main-Gebiet als seine „neue Heimat“ wiederholt Gegenstand von Metzners sprachhistorischen Forschungen und profitierte davon.
Metzner publizierte mehrere Fachbücher und machte darüber hinaus seine Forschungsergebnisse in regionalen und überregionalen Zeitungen und Hochschulschriften mit zahlreichen Aufsätzen, Vorträgen und Interviews bekannt.
Ernst Erich Metzner lebt in Rüsselsheim am Main.

## Mitgliedschaften (Auswahl)
- Metzner wurde im Jahr 2000 in die Sudetendeutsche Akademie der Wissenschaften und Künste, München, berufen und ist Mitglied der dortigen Geisteswissenschaftlichen Klasse sowie einer der drei Klassensprecher.[4]
- Von 2006 bis 2018 war Metzner Vorsitzender des Adalbert Stifter Vereins e. V., München, der als staatlich finanziertes Kulturinstitut den kulturellen Austausch zwischen Deutschland und Tschechien fördert.[5]

## Auszeichnungen und Ehrungen
- 2003: Die Universität Frankfurt am Main ehrte Metzner zu seinem 65. Geburtstag mit einem Festakt und würdigte sein langjähriges Engagement mit der Herausgabe einer Festschrift.[6]
- 2006: Kulturpreis der Stadt Rüsselsheim[7]

## Veröffentlichungen (Auswahl)
Sachbücher
- Zur frühesten Geschichte der europäischen Balladendichtung. Der Tanz in Kölbigk. Legendarische Nachrichten. Gesellschaftlicher Hintergrund. Historische Voraussetzungen. Athenäum-Verlag, Frankfurt am Main 1972 (= Frankfurter Beiträge zur Germanistik; Bd. 14), ohne ISBN. (zugl. Dissertation; Universität Frankfurt am Main, Philos. Fak.; 1969)
- Die mittelalterlichen „burg“-Städte des mittleren Oderraums (Land Lebus, Niederlausitz, Land Sternberg, Neumark). Weiterführendes zur Wortgeschichte von mhd. burc und stat, zur altdeutschen Ortsnamenbildung und zur Frühzeit des ostdeutschen Städtewesens. Carl Winter-Verlag, Heidelberg 1979, ohne ISBN.
- Vergangenheit am Untermain – gegenwärtig. 20mal Geschichte zur Sprache und Sprache zum Sprechen gebracht. Verlag der Theaterwerkstatt, Rüsselsheim 1982, ohne ISBN.
  - Das alte „Königstädten“ zwischen Fluss und Fernstraße seit der Alemannenzeit – ein mittelalterliches Verwaltungszentrum und der zugehörige zentrale Versammlungsort. Überarb. Beitrag aus: Vergangenheit am Untermain – gegenwärtig. Rüsselsheim 1982. (als Digitalisat online frei verfügbar)
  - Warum Frankfurter zum Gericht bei Rüsselsheim mussten. Überarb. Beitrag aus: Vergangenheit am Untermain – gegenwärtig. Rüsselsheim 1982. (als Digitalisat online frei verfügbar)
- Freiburg, Fribourg und seine Namensvettern. Universitätsverlag, Freiburg 1983, ohne ISBN.
- Probleme der Heimatforschung in unserem Gebiet. Verlag der Theaterwerkstatt, Rüsselsheim 1984, ohne ISBN.
- Das Lorscher Reichsurbar vor seinem deutschen und französischen Hintergrund. Ein verkanntes Sprach- und Geschichtsdokument aus den Jahren 764/5? In: Beiträge zur Erforschung des Odenwaldes und seiner Randlandschaften; 5; 1992, ohne ISBN.

Herausgaben
- Die alten Mitten und die neuen Medien. Zur Rolle von Mundart und Hochkultur in der Moderne. Themen des Würdigenden Symposiums anläßlich des 75. Geburtstages von Robert Stromberger in der Universitäts- und Landesbibliothek Darmstadt am 10. Februar 2006. Justus-von-Liebig-Verlag, Darmstadt 2007 (= Darmstädter Schriften; 89), ISBN 978-3-87390-222-0.
- Rüsselsheimer Rundwege. Mit einer Einführung in die Landschaft und die Geschichte des Stadtgebietes. Magistrat der Stadt Rüsselsheim, Rüsselsheim 1987, ohne ISBN (5 Publikationen in Kassette).

Artikel
- Die ‘Herzog-Ernst-von-Baiern’-Historia C vom ambitionierten slawisch-deutschen Hof der schlesischen Herzöge Heinrich I. und Heinrich II. vor 1241. In: Eduard Hlawitschka (Hrsg.): Forschungsbeiträge der geisteswissenschaftlichen Klasse. (= Schriften der Sudetendeutschen Akademie der Wissenschaften und Künste. Band 32), S. 51–93.